# Puertoricoeufonia
Puertoricoeufonia (Chlorophonia sclateri) är en fågelart i familjen finkar inom ordningen tättingar.

## Utbredning och systematik
Fågeln förekommer enbart på Puerto Rico. Den betraktades tidigare som underart till Chlorophonia musica (tidigare Euphonia musica, se nedan), men urskiljs sedan 2016 som egen art av BirdLife International och sedan 2023 av International Ornithological Congress (IOC).

### Släktestillhörighet
Traditionellt placeras puertoricoeufonia i släktet Euphonia, liksom nära släktingarna antillereufonia, hispaniolaeufonia, svartpannad eufonia och prakteufonia. De har dock flyttats till släktet Chlorophonia efter genetiska studier.

## Status
Den kategoriseras av IUCN som livskraftig.